# 167th Street (linea IRT Jerome Avenue)
167th Street è una fermata della metropolitana di New York situata sulla linea IRT Jerome Avenue. Nel 2019 è stata utilizzata da 2 653 237 passeggeri. È servita dalla linea 4, attiva 24 ore su 24.

## Storia
La stazione fu aperta il 2 giugno 1917. Venne ristrutturata nel 2004.

## Strutture e impianti
La stazione è posta su un viadotto al di sopra di Jerome Avenue, ha due banchine laterali e tre binari, i due esterni per i treni locali e quello centrale per i treni espressi. Il mezzanino, posizionato sotto il piano binari, ospita le scale per accedere alle banchine, i tornelli e le quattro scale per il piano stradale che portano all'incrocio con 167th Street.

## Interscambi
La stazione è servita da alcune autolinee gestite da NYCT Bus.
- Fermata autobus